# Бойчук Микола
Микола Бойчук (? — 1872) — заможний селянин із села Лисівці, католик латинського обряду. Посол Галицького сейму 3-го скликання (обраний у 1870 році від IV курії в окрузі Заліщики — Товсте, входив до складу «Руського клубу»; після нього в окрузі обрано отця Федора Лисевича). Помер за загадкових обставин під час спровокованих ним заворушень у своєму селі.